# Auzoniusz

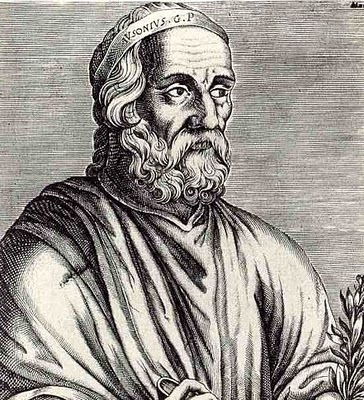
Auzoniusz (XVII-wieczny portret fikcyjny)

Auzoniusz, Decimus Ausonius Magnus (ur. ok. 310 w Burdigali, zm. po 393) – starożytny poeta i retor.

## Życiorys
Auzoniusz był synem Juliusza Auzoniusza (Iulius Ausonius, ok. 290–378), lekarza greckiego pochodzenia. Jego matka Emilia Eonia (Aemilia Aeonia), córka Cecyliusza Argicjusza Arboriusza (Caecilius Argicius Arborius) miała przodków z obu stron wywodzących się z arystokratycznych rodzin z południowo-zachodniej Galii. Kształcił się najpierw przez pewien czas w Tolosie pod okiem wuja Arboriusza (Aemilius Magnus Arborius), który był retorem w Konstantynopolu i kształcił jednego z synów Konstantyna Wielkiego. Później Auzoniusz kontynuował naukę w Burdigali. Około 334 otrzymał stanowisko gramatyka, a następnie retora w szkole w rodzinnym mieście.
W 364 roku, jako znany w całej Galii nauczyciel, został wychowawcą Gracjana syna cesarza Walentyniana I, na jego dworze w Trewirze. Wziął udział w wyprawie Walentyniana przeciw Alemanom w latach 368–369. W 370 został comesem, a w latach 375–378 jako quaestor sacri palatii był odpowiedzialny za przygotowywanie praw. W 378 został prefektem pretorium Galii, podczas gdy jego syn Hesperiusz był prefektem pretorium Italii, Ilirii i Afryki. W 379 sprawował konsulat. Po śmierci Gracjana (383) powrócił do Burdigali i żył w swej posiadłości do śmierci po 393 roku. Jego wnuk Paulinus z Pelli również był poetą.
Jednym z uczniów Auzoniusza był Paulin z Noli. Do jego przyjaciół należał Symmachus.
Większość jego twórczości ma charakter pogański. Pod wpływem chrześcijaństwa powstały jedynie utwory Modlitwa poranna, Wiersze paschalne, Modlitwa w wierszach rofalickich.
Poglądy Auzoniusza są trudne do sklasyfikowania. Część badaczy (np. Angelo Di Berardino) twierdzi, że z wiary był chrześcijaninem, ale z postawy wobec życia – poganinem. Inni, np. César Vidal Manzanares – że był poganinem, który wprawdzie uznawał Boga chrześcijan, lecz jako jednego z wielu bogów.
W opinii Józefa Mantke większość utworów Auzoniusza ma niewielką wartość poetycką, a niektóre są cennym źródłem historycznym, zwłaszcza dla dziejów kultury późnego antyku.

## Twórczość
- Epigramata de diversis rebus (Epigramy na różne tematy) – około 120 epigramów o różnej tematyce
- Ephemeris id est totius diei negotium (Dziennik, czyli Zajęcia w ciągu całego dnia) – opis zajęć trwających od rana do wieczora o różnym metrum, skomponowany przed 367. Zachował się tylko początek i koniec
- Parentalia (Wspomnienie zmarłych krewnych) – 30 poematów różnej długości, mające głównie metrum elegijne o zmarłych ułożone po konsulacie, gdy był od 36 lat wdowcem
- Commemoratio professorum Burdigalensium lub Professores (Wspomnienie o profesorach z Burdigali) – kontynuacja Parentalia dotycząca 24 znanych nauczycieli z rodzinnej Burdigali
- Epitaphia heroum qui bello Troico interfuerunt (Epitafia na bohaterów trojańskich)  – 26 epitafiów związanych z bohaterami wojny trojańskiej przetłumaczone z języka greckiego
- Caesares (Żywoty cesarzy) – o dwunastu cesarzach opisanych przez Swetoniusza
- Ordo urbium nobilium (Szereg miast sławnych) – utwory dotyczące 20 miast (od Rzymu po Burdigalę), heksametrem skomponowane po upadku Maksymusa w 388
- Ludus VII Sapientium – rodzaj gry lalek, w której siedmiu mędrców występuje kolejno i przedstawia swe wypowiedzi
- Idyllia – 20 utworów pogrupowanych według arbitralnie ustalonych tytułów, wśród nich najbardziej znane:
  - Mosella (Mozela) – powstały w latach 370–371 poemat epicki w 483 heksametrach z podróży po rzece
  - Griphus ternarii numeri (Zagadka cyfry 3)
  - De aetatibus Hesiodon
  - Monosticha de aerumnis Herculis
  - De ambiguitate eligendae vitae
  - De viro bono
  - EST et NON
  - De rosis nascentibus
  - Versus paschales
  - Epicedion in patrem (Pieśń żałobna na śmierć ojca)
  - Technopaegnion (Igraszki wersyfikacyjne) – cykl 12 utworów powstałych w latach 389–390
  - Cento nuptialis (Centon weselny) – opis uroczystości weselnych za pomocą cytatów Wergiliusza
  - Bissula
  - Protrepticus
  - Genethliacon
- Eglogarum liber (Księga drobnych utworów) – kolekcja różnego rodzaju astronomicznych i astrologicznych wersyfikacji w metrum epickim i elegijnym
- Libri de fasti (Księgi o kalendarzu) – wierszowany katalog wszelkiego rodzaju wiedzy
- Epistolarum liber – 25 wierszowanych listów w różnym metrum
- Gratiarum actio ad Gratianum imperatorem pro consulatu (Mowa dziękczynna do Gracjana za otrzymany konsulat) – mowa dziękczynna prozą skierowana do cesarza Gracjana z okazji uzyskania urzędu konsula, wydana w Trewirze w 379
- Periochae Homeri Iliadis et Odyssiae – przypisywane Auzoniuszowi streszczenie prozą Iliady i Odysei Homera
- Praefatiunculae – przedmowy autorstwa poety do różnych zbiorów jego wierszy, w tym odpowiedzi na prośby cesarza Teodozjusza o jego wiersze
- De herediolo (Majątek rodzinny)
- Cupido cruciatus (Cierpienia Kupidyna)
- Oratio consulis Ausonii versibus rophalicis (Modlitwa konsula Auzoniusza w wierszach rofalickich)